# Tachina intacta
Tachina intacta är en tvåvingeart som beskrevs av Walker 1853. Tachina intacta ingår i släktet Tachina och familjen parasitflugor. Inga underarter finns listade i Catalogue of Life.